# 20873 Evanfrank
20873 Evanfrank este un asteroid din centura principală de asteroizi.

## Descriere
20873 Evanfrank este un asteroid din centura principală de asteroizi. A fost descoperit pe 2 noiembrie 2000 la Socorro, New Mexico, în cadrul proiectului LINEAR. Asteroidul prezintă o orbită caracterizată de o semiaxă mare de 2,43 ua, o excentricitate de 0,15 și o înclinație de 7,9° în raport cu ecliptica.